# Hendrik de Vries
Pour les articles homonymes, voir de Vries.
Hendrik de Vries (né le 25 août 1867 à Amsterdam; mort le 3 mars 1954 à Binyamina, Israël) est un mathématicien et historien des sciences mathématicien néerlandais.

## Repères biographiques
Fils d'instituteur, De Vries grandit à Rotterdam. Lorsqu'il a 17 ans, sa famille déménage à Frauenfeld, en Suisse, est c'est là qu'il passe son baccalauréat. Admis en 1886 à l’École polytechnique fédérale de Zurich, il en sort diplômé en 1890. Au cours des quatre années qui suivent, il est l'assistant d’Otto Wilhelm Fiedler à Zürich et se consacre à l'étude de la géométrie descriptive et de la géométrie projective. Il retourne aux Pays-Bas en 1894, comme professeur à l'École Supérieure (Höheren Bürgerschule) d’Amsterdam. En 1901 il soutient sa thèse d'habilitation à l’Université d'Amsterdam sous la direction du Pr Diederik Johannes Korteweg. L'année suivante, il obtient la chaire de mathématiques de l’Université de technologie de Delft, et en 1906 il devient professeur de l’université d’Amsterdam. Bartel Leendert van der Waerden prépare sa thèse de doctorat sous sa direction (1926). Il prend sa retraite en 1937.
Son œuvre scientifique est essentiellement consacrée à la géométrie (et plus particulièrement à la géométrie projective). Il étudie par la suite l'histoire des mathématiques, et surtout l'histoire de la géométrie.
Il y a un autre mathématicien du nom de Hendrik de Vries (né en 1932), qui est professeur à l’Université catholique de Nimègue.

## Écrits
- La quatrième dimension - Une introduction à l'étude comparée des différentes géométries [« De vierde dimensie, eene inleiding tot de vergelijkende studie der verschillende meetkunden. »], Groningue, Noordhoff, 1915 (réimpr. Teubner en alld. sous le titre Die vierte Dimension, Leipzig, 1926)
- Abrégé de calcul différentiel et intégral [« Beknopte differentiaal- en integraalrekening »], Groningue, Noordhoff, 1929
- Historische Studien. 3 vol., 1926